# Suis
suis（スイ）は、日本の歌手。2017年よりn-bunaとの二人組バンド、ヨルシカのボーカルを務めている。ユニバーサルJ所属。ソロでの活動時はsuis from ヨルシカ名義で活動している。

## 経歴
2016年、共通の知り合いのつながりでヨルシカのコンポーザー兼ギターのn-bunaと出会う。その後、n-bunaのライブのゲストボーカルとして参加する。
2017年、ヨルシカのボーカルとして活動を始める。
2017年7月9日、ヨルシカとしての初ライブ「夏草が邪魔をする」を新宿BLAZEにて開催。
2019年10月、オフィシャルファンクラブ『ヨルシカ smartphone site 「後書き」』がオープン。suisは「コラム」や「湖吉の庭」を更新している。
2021年8月19日、suisの新型コロナウイルス感染を公表。予定されていた『ヨルシカ LIVE TOUR 2021「盗作」』の名古屋、神戸公演が延期となった。9月1日、suisが経過観察期間を終え、体調が回復したことを発表。
2021年10月10日からFM802のラジオ番組「MUSIC FREAKS」のDJを担当。vaundyと隔週交代で2022年9月25日まで放送に参加していた。
2023年3月22日、ヨルシカのサポートメンバー、平畑徹也のアルバム『AMNJK』にて、自身初の作詞を担当した「先日はロマンス」が収録。歌唱にも参加している。
2024年2月20日、自身が主題歌を担当し、声優にも初挑戦した京セラのオリジナルアニメ『今は将来に入りますか』が公開された。

## ディスコグラフィ

### シングル
| 配信日         | タイトル     | 備考                                                                                           |
| -------------- | ------------ | ---------------------------------------------------------------------------------------------- |
| 2022年12月23日 | サンサーラ   | 『ザ・ノンフィクション』テーマ曲のカバー。 FOD『ザ・ノンフィクション MASTERPIECE』テーマソング |
| 2023年3月23日  | Travelers    | コーエーテクモゲームス 『ライザのアトリエ3 〜終わりの錬金術士と秘密の鍵〜』エンディングテーマ  |
| 2024年2月23日  | 星めぐる詩   | 京セラ オリジナルアニメ『今は将来に入りますか』主題歌                                          |
| 2024年6月21日  | 若者のすべて | フジファブリックの楽曲のカバー Netflix映画『余命一年の僕が、余命半年の君と出会った話。』主題歌 |

### 参加作品
| アーティスト                         | 発売日        | 曲名                                  | 収録先                               | 備考 |
| ------------------------------------ | ------------- | ------------------------------------- | ------------------------------------ | --- |
| 井上陽水                             | 2019年7月16日 | 夢の中へ                              | （PlayStation®4 Lineup Music Video） | 歌唱を担当。PlayStation®4で注目の21タイトルを紹介する アニメーションMV。現在は削除済み。                                                            |
| TK from 凛として時雨                 | 2019年10月2日 | melt (with suis from ヨルシカ)        | melt (with suis from ヨルシカ)       | ゲストボーカルで参加。2020年4月15日発売のTK from 凛として時雨のアルバム『彩脳』に収録。                                                             |
| 下村陽子                             | 2020年4月10日 | #時をめくる指                         | #時をめくる指                        | ボーカルを担当。2020年3月に公開された「ゆうちょPay Webムービー」オリジナルソング                                                                    |
| Eve                                  | 2021年2月5日  | 平行線                                | 平行線                               | ゲストボーカルで参加。ロッテ「ガーナチョコレート "Gift"」テーマソング。                                                                             |
| 井上陽水                             | 2021年6月2日  | 少年時代（あの夏のルカVer.）          | 少年時代（あの夏のルカVer.）         | 歌唱を担当。2021年6月18日に「ディズニープラス」で配信されたアニメーション映画「あの夏のルカ」のエンドソング。                                       |
| てれび戦士                           | 2021年7月7日  | ハローハロー                          | ハローハロー / また明日              | コーラスで参加。NHK Eテレ『天才てれびくんhello,』エンディングテーマ                                                                                 |
| Lanndo（ぬゆり）                     | 2021年7月26日 | 宇宙の季節                            | 宇宙の季節                           | ボカロP ぬゆりのソロプロジェクト"Lanndo"の楽曲。Eveと共にゲストボーカルとして参加（「平行線」以来となるコラボ）両者ストーリー構成にも参加している。 |
| MONDO GROSSO                         | 2022年2月9日  | 最後の心臓［Vocal : suis (ヨルシカ)］ | BIG WORLD                            | ゲストボーカルとして参加。 |
| SawanoHiroyuki[nZk]                  | 2023年1月18日 | B∀LK                                  | V                                    | 歌唱を担当。 |
| 平畑徹也                             | 2023年3月22日 | 先日はロマンス                        | AMNJK                                | 作詞と歌唱を担当。 |
| キタニタツヤ                         | 2023年6月14日 | ナイトルーティーン                    | LOVE: AMPLIFIED                      | 歌唱を担当。 |
| SennaRin                             | 2024年5月15日 | vous (feat.suis from ヨルシカ)        | ADRENA                               | 作詞と歌唱を担当。 |
| WurtS                                | 2024年9月25日 | ソウルズ feat. suis from ヨルシカ     | ソウルズ feat. suis from ヨルシカ    | ゲスト・ボーカルとして参加。 |
| suis from ヨルシカ × Evan Call       | 2025年2月27日 | 紙ひこうき                            | 紙ひこうき                           | 歌唱を担当。Webアニメ『カイリューとゆうびんやさん』主題歌                                                                                           |
| haruka nakamura + suis from ヨルシカ | 2025年6月27日 | 灯星                                  | 灯星                                 | 映画『この夏の星を見る』主題歌「灯星」、挿入歌「スターライト」、イメージソング「この夏の光」を収録した配信シングル。suisは全曲に参加。              |
| haruka nakamura + suis from ヨルシカ | 2025年6月27日 | 灯星                                  | スターライト                         | 映画『この夏の星を見る』主題歌「灯星」、挿入歌「スターライト」、イメージソング「この夏の光」を収録した配信シングル。suisは全曲に参加。              |
| haruka nakamura + suis from ヨルシカ | 2025年6月27日 | 灯星                                  | この夏の光                           | 映画『この夏の星を見る』主題歌「灯星」、挿入歌「スターライト」、イメージソング「この夏の光」を収録した配信シングル。suisは全曲に参加。              |

### CMなどでの歌唱参加
- PlayStation 4 Lineup ソング第1弾「夢の中へfeat.suis from ヨルシカ」作詞・作曲: 井上陽水・朝日廉 (2019年7月)
- 天才てれびくんhello, エンディングテーマ「ハローハロー」作詞・作曲:n-buna (2020年4月) ※一部歌唱参加
- ゆうちょPay オリジナルイメージソング「#時をめくる指」作詞・作曲:下村陽子 (2020年4月)
- ロッテ ガーナチョコレート"Gift"テーマソング「平行線」作詞・作曲: Eve (2021年2月)
- 三井住友銀行 TVCM「20周年」篇 (2021年4月) ※ナレーション参加
- 「あの夏のルカ」日本版エンドソング「少年時代（あの夏のルカVer.）」 作詞: 井上陽水，作曲: 井上陽水・平井夏美，アレンジ: トクマルシューゴ (2021年6月)
- フジテレビ「ザ・ノンフィクション 山奥ニートの結婚～一緒に赤ちゃん育てませんか～」 (2022年2月20日) ※ナレーション参加
- 日本テレビ系列 第99回東京箱根間往復大学駅伝競走番組内CM サッポロビール「第99回箱根駅伝　想いの継承篇」年始特別バージョン(2023年1月2日・3日) 楽曲:n-buna, ※ナレーション参加
- サントリージン『翠（SUI）』suis from ヨルシカ × 山口つばさ コラボレーションWeb CM「翠と唄えば」（2024年12月）※ヨルシカの楽曲「晴る」のCM用リアレンジ特別バージョンをsuis from ヨルシカ名義で歌唱[27]。

## 出演

### Webアニメ
- 今は将来に入りますか。（2024年2月20日、YouTube） - AIちゃん役[9]
- カイリューとゆうびんやさん（2025年2月27日、YouTube） - 郵便局員・アナウンス 役